# アレクサンドレ1世 (ジョージア王)
アレクサンドレ1世ディディ（グルジア語: ალექსანდრე I დიდი、グルジア語ラテン翻字: Aleksandre I Didi、1386年生 – 1445年または1446年没）は、バグラティオニ朝ジョージア王国の王（在位期間1412年–1442年）。ティムールのジョージア侵攻によって荒廃したジョージアの復興に尽力したが、国土の分裂は避けられず、その後、長期間の停滞が続いた。アレクサンドレ1世は、外国の支配から比較的自由であったジョージア連合王国の時代の、最後の王であった。1442年、アレクサンドレ1世は退位し、修道院に隠居した。

## 生涯

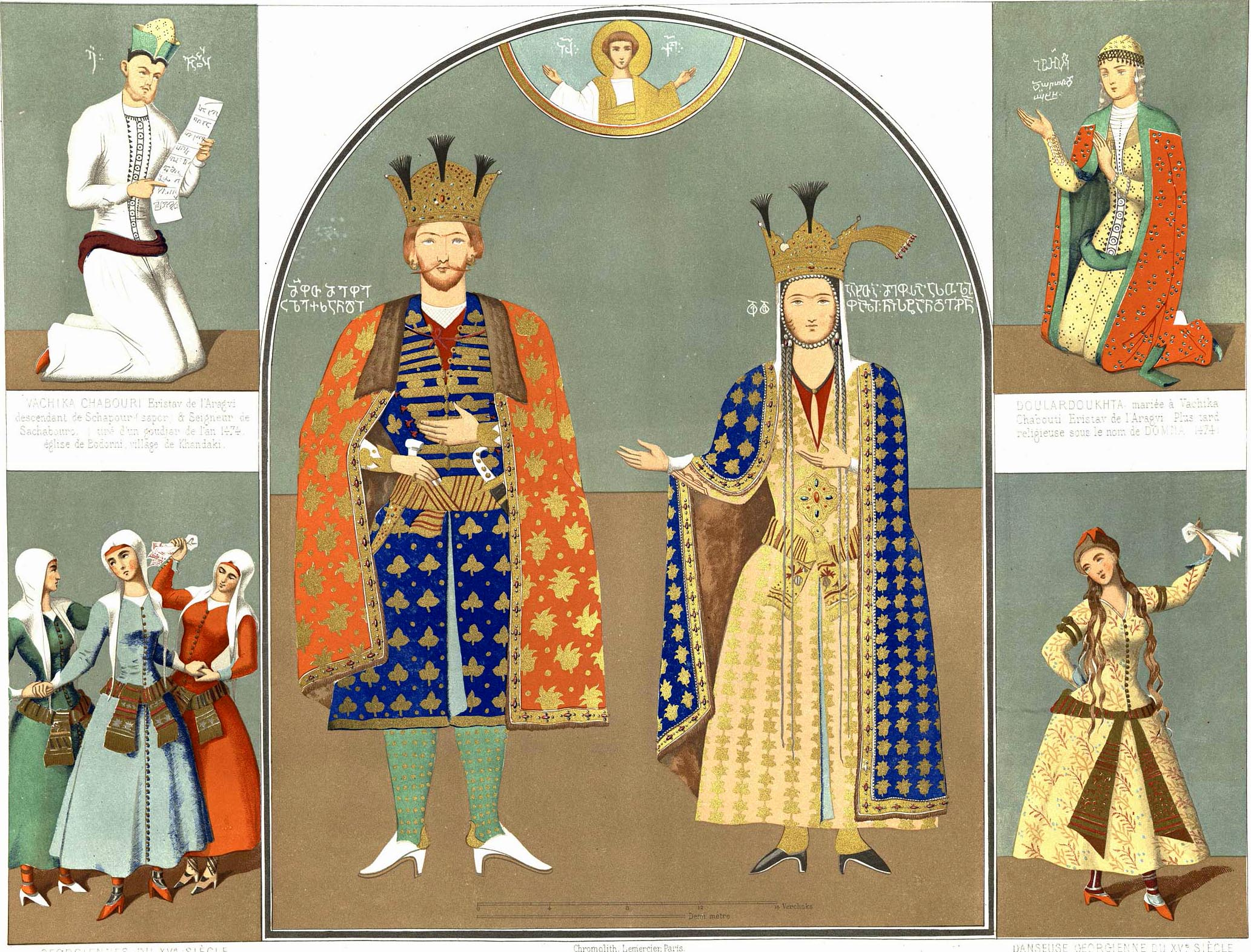
ジョージア王アレクサンドレ1世、ギオルギ8世王妃ネスタン＝ダレジャン、および王族たちを描いた複製画。（1847年、グリゴリー・ガガーリン作）

アレクサンドレはジョージア王コンスタンティネ1世の長男であり、母親は外交官クツナ・アミレジビの娘ナティアであった。アレクサンドレは母方の祖母ルサによって育てられた。ルサは宗教的家柄の出身で教養のある貴婦人であり、アレクサンドレの興味や宗教的熱意の構築に大きな影響を与えた。
1412年、ジョージア王に即位すると、アレクサンドレはジョージア西部に移った。アレクサンドレは、対立関係にあったサメグレロ公国とアブハジア公国のムタヴァリを仲介し、和平に取り組んだ。1414年には、反抗的な立場をとっていたサムツヘ公国のイヴァネ2世と戦場にて会談を行い、サムツヘ公国を服従させた。これら強力な領主らを対処した後、アレクサンドレはカトリコス総主教シオ2世の支援を受けて、ジョージア国内の主要な要塞と聖堂の復興計画を開始した。アレクサンドレは1425年から1440年まで、臣下に一時的な建築税を課した。アレクサンドレの努力にもかかわらず、かつて反映した多くの町や村は廃墟となり、森に覆われた。
1431年、アレクサンドレは黒羊朝のテュルク系民族が占領していたジョージア辺境ロリ地方を奪還した。黒羊朝はロリ地方を拠点としてジョージア南部を繰り返し襲撃し、1416年にはアハルツィヘを略奪していた。1434年から1435年にかけて、アレクサンドレはアルメニアのベシケン2世オルベリアニに対し、黒羊朝のシュニク地方領を攻撃するよう働き掛け、ベシケン2世が勝利すると、臣下の身分とともにロリ地方を与えた。
1440年、アレクサンドレは黒羊朝のジャハーン・シャーに対する朝貢を拒否した。同年3月、ジャハーン・シャーは2万人の軍隊を率いてジョージアを急襲し、サムシヴィルデを破壊し、首都トビリシを略奪した。ジャハーン・シャーは何千人ものキリスト教徒を虐殺した上で、ジョージアに重い賠償を科し、タブリーズに戻った。
アレクサンドレは反抗的な貴族の力を削ぐために、息子のヴァフタング、ディミトリ、ギオルギを使い、それぞれカヘティ、イメレティ、カルトリの共同領主に据えた。だがこの対応によって、王国が分裂する危機はさらに大きくなり、アレクサンドレによって維持されていたジョージアの完全性は、息子の代には消失することとなった。しばしば後世の人々は、ジョージアを崩壊させたのはアレクサンドレであるとし、人々がアレクサンドレに与えた渾名「ディディ」（グルジア語: დიდი、グルジア語ラテン翻字: Didi、「大王」の意）に値しないと評価している。この渾名はアレクサンドレの全盛期につけられたものであるが、ジョージアの歴史学者イヴァネ・ジャヴァヒシヴィリの推測によると、アレクサンドレが立ち上げた大規模な復興プロジェクトと、トルクメン遊牧民との戦いにおける初期の成功に関連している可能性がある。
世俗的な問題によって王国が圧倒された結果、アレクサンドレは1442年に王を退位し、アギクヴェツァ（グルジア語: აღიკვეცა、グルジア語ラテン翻字: Aghikvetsa）という修道名で、修道院に隠居した。

## 結婚と子女
1411年頃、ベシケン2世オルベリアニの娘ドゥランドゥフティと結婚、次の子をもうけた。
- ヴァフタング - ジョージア王
- 娘（英語版） - トレビゾンド皇帝ヨハネス4世の皇后[5]
- ディミトリ - コンスタンティネ2世の父

1414年頃、イメレティ王アレクサンドレ1世の娘タマルと結婚、次の子をもうけた。
- ギオルギ - カヘティ王国（グルジア語版）の初代王
- ダヴィト - ジョージアのカトリコス総主教（英語版）
- ザアル - 1433年から父とともに共同君主[6]